# ラファール (競走馬)
ラファールは日本の競走馬。同期に二冠馬ヒカルイマイがいる1971年世代。産駒に個性派が多いテッソの牝馬での代表産駒である。
　重馬場の鬼で、テッソは長距離型であったが、ラファールは中距離を得意としていた。

## 概要
「道悪の鬼」「雨女」と異名を取り（実際は、ハンデ戦以外は決して良績では無かった）、不良馬場となった安田記念を優勝している。また同じ道悪の鬼であるアカネテンリュウとの壮絶な叩き合いもあった（東京新聞杯・ラファールは2着）。
意外な事に、重賞2勝目（京王杯オータムハンデキャップ）は良馬場が功を奏しての逃げ切り勝ちであった。牝馬ながら歴戦を重ねたが、晩年は得意の重馬場であっても良績は無い。最後には障害レースに参戦している（4戦1勝・最後は故障競走中止）。
故障したものの命に別状無く引退繁殖入りしたラファールは、僅か2頭の産駒を残し1977年7月10日栃木県ハイランド牧場でこの世を去った。死因は腸捻転であった。

## 血統表
| ラファールの血統（バーラム系 / Pharos4×4・5=15.63%） | ラファールの血統（バーラム系 / Pharos4×4・5=15.63%） | ラファールの血統（バーラム系 / Pharos4×4・5=15.63%） | （血統表の出典）          | （血統表の出典）  |
| 父 *テッソ Tesso 1956 黒鹿毛                         | 父の父Persian Gulf 1940 鹿毛                         | Bahram                                               | Blandford                 | Blandford         |
| 父 *テッソ Tesso 1956 黒鹿毛                         | 父の父Persian Gulf 1940 鹿毛                         | Bahram                                               | Friar's Daughter          |                   |
| 父 *テッソ Tesso 1956 黒鹿毛                         | 父の父Persian Gulf 1940 鹿毛                         | Double Life                                          | Bachelor's Double         | Bachelor's Double |
| 父 *テッソ Tesso 1956 黒鹿毛                         | 父の父Persian Gulf 1940 鹿毛                         | Double Life                                          | St.Joan                   |                   |
| 父 *テッソ Tesso 1956 黒鹿毛                         | 父の母Tessa Gillian 1950 鹿毛                        | Nearco                                               | Pharos                    | Pharos            |
| 父 *テッソ Tesso 1956 黒鹿毛                         | 父の母Tessa Gillian 1950 鹿毛                        | Nearco                                               | Nogara                    |                   |
| 父 *テッソ Tesso 1956 黒鹿毛                         | 父の母Tessa Gillian 1950 鹿毛                        | Sun Princess                                         | Solario                   | Solario           |
| 父 *テッソ Tesso 1956 黒鹿毛                         | 父の母Tessa Gillian 1950 鹿毛                        | Sun Princess                                         | Mumtaz Begum              |                   |
| 母 オーブメント 1962 鹿毛                            | 母の父*オーブリオン Haut Brion 1953 黒鹿毛           | Fastnet                                              | Pharos                    | Pharos            |
| 母 オーブメント 1962 鹿毛                            | 母の父*オーブリオン Haut Brion 1953 黒鹿毛           | Fastnet                                              | Tatoule                   |                   |
| 母 オーブメント 1962 鹿毛                            | 母の父*オーブリオン Haut Brion 1953 黒鹿毛           | Honeymoon                                            | Dadji                     | Dadji             |
| 母 オーブメント 1962 鹿毛                            | 母の父*オーブリオン Haut Brion 1953 黒鹿毛           | Honeymoon                                            | Harbour Light             |                   |
| 母 オーブメント 1962 鹿毛                            | 母の母パラダイス 1956 栃栗毛                         | *ゲイタイム                                          | Rockefella                | Rockefella        |
| 母 オーブメント 1962 鹿毛                            | 母の母パラダイス 1956 栃栗毛                         | *ゲイタイム                                          | Daring Miss               |                   |
| 母 オーブメント 1962 鹿毛                            | 母の母パラダイス 1956 栃栗毛                         | 圓昭                                                 | *セフト                   | *セフト           |
| 母 オーブメント 1962 鹿毛                            | 母の母パラダイス 1956 栃栗毛                         | 圓昭                                                 | 第四オーグメント F-No.7-c |                   |

- 5代母オーグメント（競走馬名アスベル）は、共に天皇賞の前身である帝室御賞典と優勝内国産馬連合競走の勝ち馬。さらに牝系を遡ると、小岩井農場の基礎輸入牝馬の一頭であるアストニシメントにたどり着く。